# ウォルト・ディズニー・スタジオ (バーバンク)

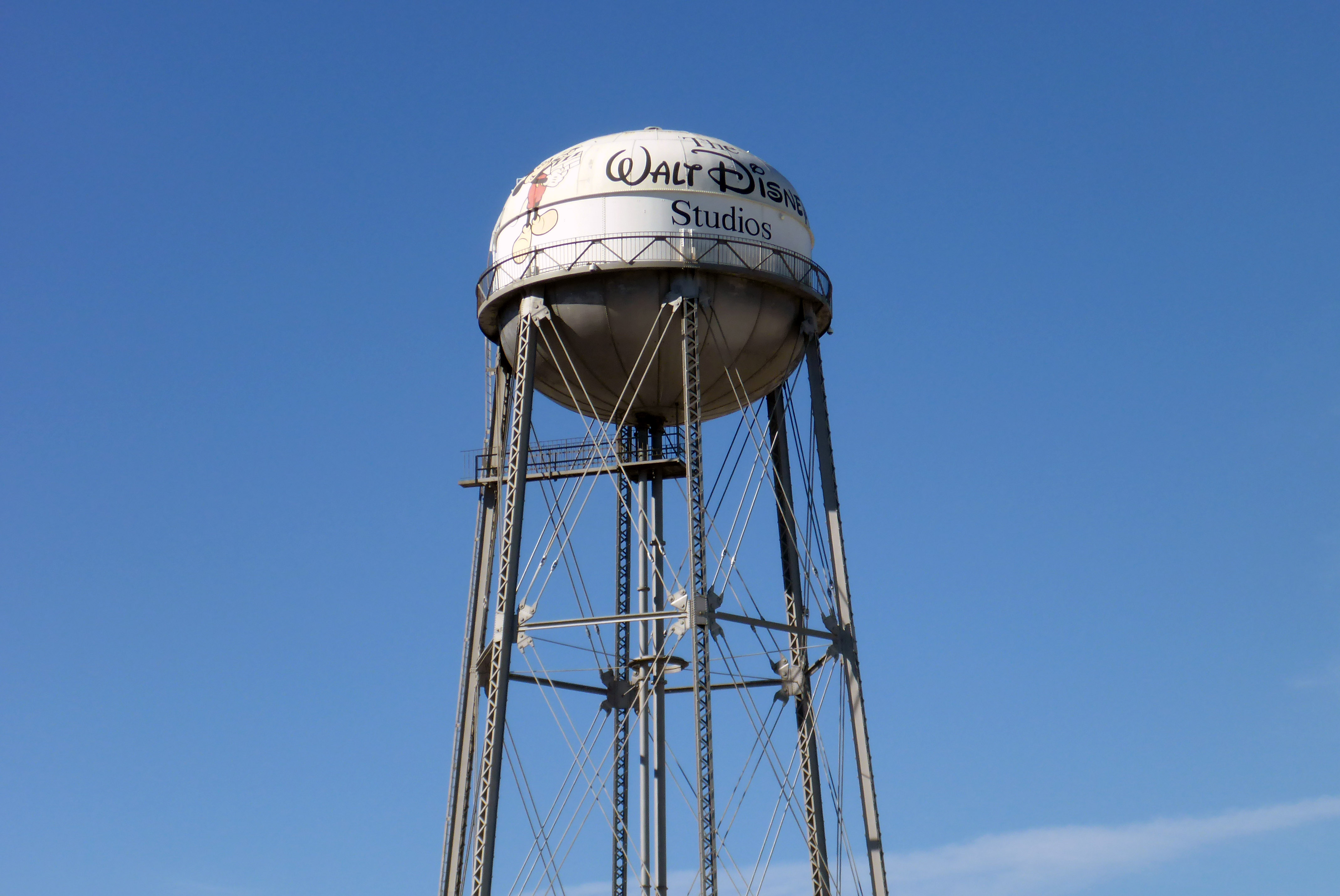
ウォルト・ディズニー・スタジオのウォーター・タワー（給水塔）

ウォルト・ディズニー・スタジオ（Walt Disney Studios）は、アメリカ合衆国カリフォルニア州バーバンクにあり、メディア・コングロマリットであるウォルト・ディズニー・カンパニーの本社として機能する。51エーカー（20.6ha）のスタジオ敷地内には、いくつかのサウンドステージやバックロットなど、ウォルト・ディズニー・スタジオの映画制作のための生産施設もある。ただし、子会社の20世紀スタジオ（旧:20世紀フォックス）はセンチュリー・シティにあるフォックス・スタジオに残っている。
ウォルト・ディズニーは、『白雪姫』の成功で得た収益をもとに、バーバンク・スタジオの建設を進めた。ディズニーは、ビッグ5の中で唯一、スタジオの敷地内を一般に公開していない主要映画スタジオである。2000年代半ばからアドベンチャーズ・バイ・ディズニーがスタジオ見学を行っているが、これは南カリフォルニアツアーの一環として行われているものである。スタジオを見学するには、ディズニーの公式ファンクラブ「D23」に入会する必要があり、数ヶ月に一度、会員向けのツアーが行われている。また、年に一度、11月の感謝祭前の土曜日に、クラフトセール「Magical Holiday Faire」を開催していたが、2003年頃に終了した。現在、ディズニーの敷地内にある多くの建物には、訪問者のために、それぞれの場所の歴史的な情報やトリビアを含む識別用のサインが付けられている。
同スタジオの制作サービスは、ゴールデン・オークランチ、プロスペクト・スタジオ、KABC-7 スタジオBとともに、ウォルト・ディズニー・スタジオのディズニー・スタジオ・サービス部門が管理している。ディズニーは、ウォルト・ディズニー・イマジニアリングやその他の部門があるグランド・セントラル・クリエイティブ・キャンパスに副拠点を置いている。ディズニー・イマジニアリングがスタジオを管理している。

## バックグラウンド

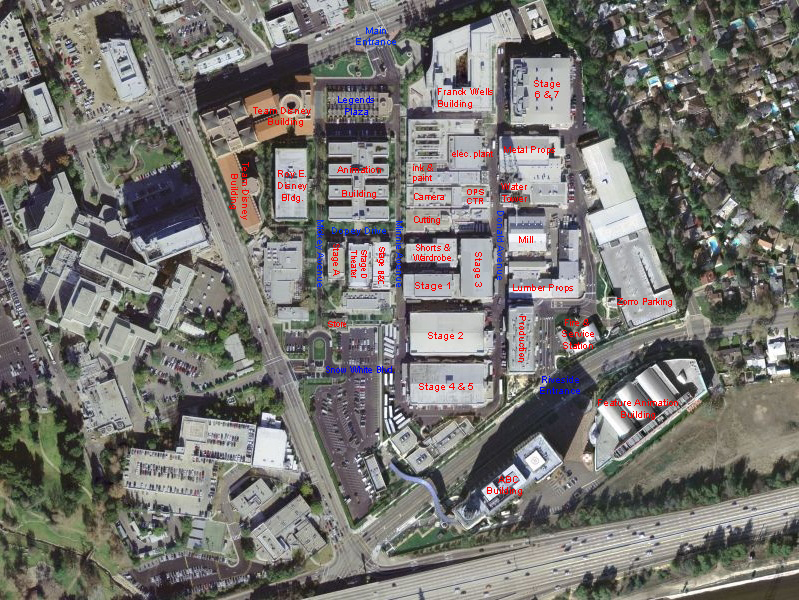
1999年の航空写真のウォルトディズニースタジオ

1940年にバーバンクの土地が正式にオープンする前、ウォルト・ディズニー・スタジオはロサンゼルスのいくつかの場所にあった。1923年、ウォルト・ディズニーは叔父のロバート・ディズニーのガレージで「ディズニー・ブラザーズ・カートゥーン・スタジオ」を創業した。このガレージは1980年代から、ディズニーランドから数ブロック離れたガーデングローブのスタンレー・ランチ・ミュージアムに展示されている。弟のロイ・O・ディズニーも当時、ロサンゼルスにいた。1923年10月、兄弟はキングスウェル通り4651番地にある不動産屋の事務所の裏側にオフィススペースを借りた。1923年10月16日、ウォルト・ディズニーは、ユニバーサル・スタジオのマーガレット・ウィンクラーから、ヴァージニア・デイヴィス主演の新作『アリス・コメディ』の配給のオファーを受けた。1924年1月14日、ウォルト・ディズニーが後に妻となるリリアン・バウンズと出会ったのも、この場所であった。

1924年2月、スタジオは隣のキングスウェル通り4649番地にオフィスを構えた。故ロバート・ディズニーの住居と、キングスウェル通り4649番地と4651番地にある小さなオフィスビルは、現在まで残っており、使用されている。

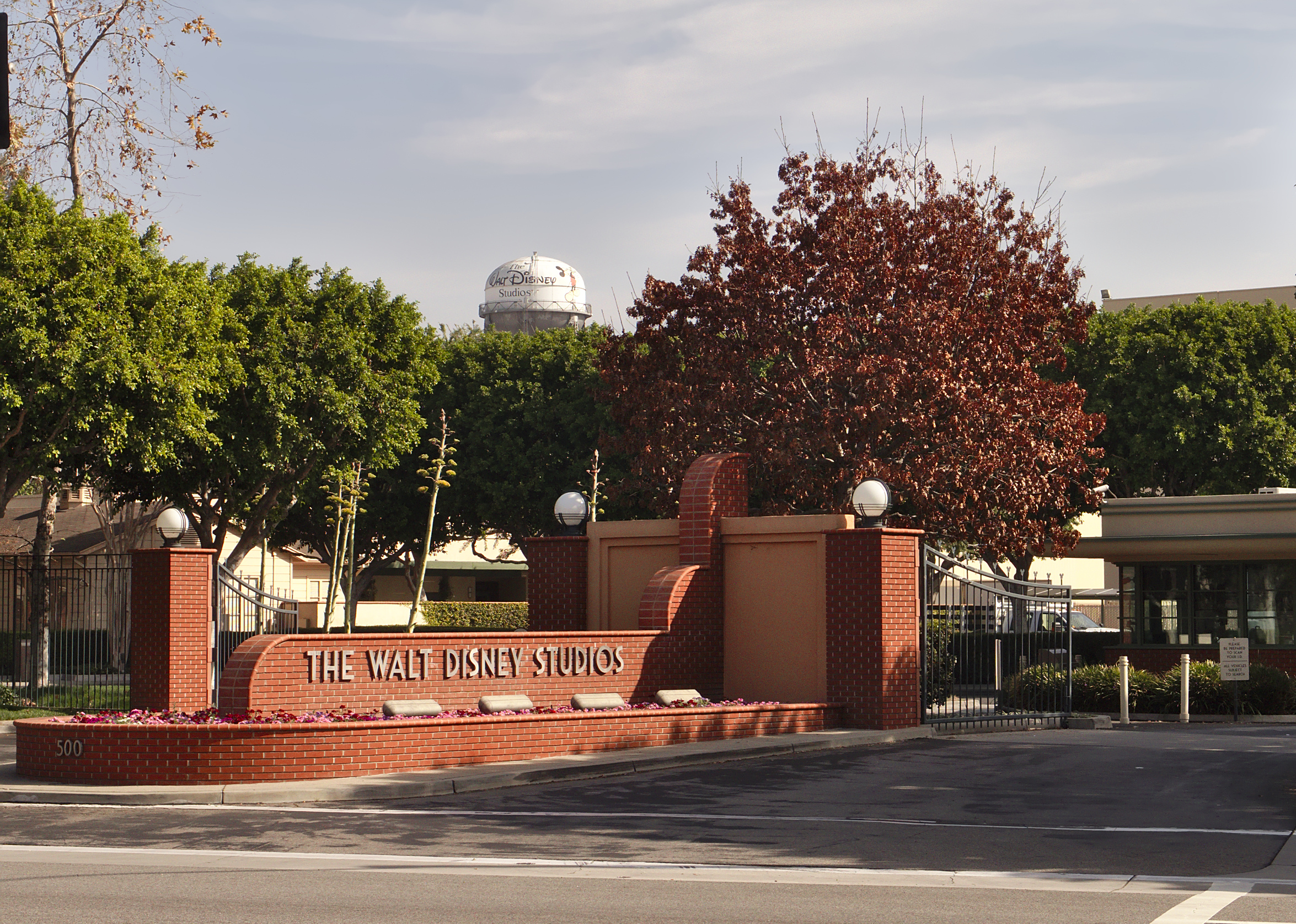
カリフォルニア州バーバンクの500 South Buena Vista Streetにあるウォルト・ディズニー・スタジオのオリジナル・エントランス・ゲート。

1925年、ウォルト・ディズニーはハイペリオン・アベニューの2719番地にかなり広い敷地を確保し、1926年1月にスタジオを移転した。1928年、妻のリリアンと列車で旅をしていたウォルトが、ミッキーマウスというキャラクターを生み出したのもこの場所である。また、ここでは、初の3本撮りテクニカラー・アニメーション『シリー・シンフォニー』、『花と木』や、ディズニーのマルチプレーン・カメラを使った初のアニメーション『風車小屋のシンフォニー』などが制作された。1937年、ハイペリオンスタジオでは、ディズニー初の長編アニメーション『白雪姫』が制作された。
ディズニーのスタッフはハイペリオン・スタジオでかなりの規模に成長し、「ディズニーのナイン・オールドメン」などのディズニー・レジェンドたちもここでキャリアをスタートさせた。ハイペリオン・スタジオの敷地は1940年に売却され、2つの異なる工業メーカーに分割され、1966年には後続の所有者がスタジオの跡地を取り壊し、現在のスーパーマーケットとショッピングセンターに建て替えた。1926年から1940年まで本社があったことに敬意を表して、ウォルト・ディズニー・カンパニーは「ハイペリオン」という名前を、「ハイペリオン・ブックス」やディズニー・カリフォルニア・アドベンチャーの「ハイペリオン・シアター」など、複数の部門やアトラクションに長年にわたって再利用している。